# Männerchor Liederkranz Dornach
Der Männerchor Liederkranz Dornach ist ein Schweizer Männerchor aus Dornach. Er wurde 1876 gegründet und zählte in den 1970er-Jahren mit rund 120 Sängern zu den bedeutendsten und grössten Chören der Schweiz.

## Geschichte
Ein erster Gesangsverein wurde in Dornach bereits um 1830 formiert und nahm 1851 am ersten Kantonalgesangfest in Olten teil. 1859 wurde das dritte Kantonalgesangfest in Dornach unter Führung dieses Männerchors durchgeführt, aus unbekannten Gründen löste er sich aber Anfang der 1870er-Jahre wieder auf.
Am 2. Juni 1876 wurde die formelle Gründung des Gesangvereins Liederkranz beschlossen und mit einem Gründungsfest einen Monat später gefeiert. Zum ersten Präsidenten wurde der Buchbinder Theodor Studer gewählt, erster Dirigent wurde der studierte Jurist und Gerichtspräsident Wilhelm Altermatt. Die ersten 30 Jahre waren gekennzeichnet durch viele Teilnahmen an regionalen Gesangfesten; mit dem heute nicht mehr existierenden Gemischten Chor Dornach bestand zwischen 1881 und 1889 eine enge Zusammenarbeit, die jedoch wieder aufgegeben wurde. 1907 führte der Männerchor das Solothurnische Kantonale Gesangfest durch.
In den Jahren des Ersten Weltkriegs sind keine Festteilnahmen überliefert, dafür Unterhaltungskonzerte in Dornach und Arlesheim sowie die ersten freundschaftlichen Verbindungen zum Männerchor Arlesheim. 1920 erfolgte die Mitwirkung am Basler Kantonalen Gesangfest in Basel und 1922 das erste grosse Konzert mit dem Orchesterverein Dornach. Am 4. Mai 1924 sang der Chor zum 425. Jahrestag der Schlacht von Dornach ein Jubiläumskonzert. Im Mai 1926 feierte der Männerchor Dornach sein 50. Jubiläum mit einem Festkonzert vor 200 Besuchern unter erneuter Mitwirkung des Orchestervereins Dornach. Inzwischen bestand der Chor bereits aus rund 60 Sängern.
Trotz der Krisenzeit führte der Chor im Juli 1936 das 17. Solothurnische Kantonale Gesangfest durch, dank kräftiger Unterstützung der Gemeindeverwaltung. Während des Zweiten Weltkriegs nahmen die Aktivitäten wegen monatelangen Probenunterbrüchen erneut markant ab, wurden aber spätestens 1949 mit der 450. Jubiläumsfeier der Schlacht von Dornach wieder vermehrt aufgenommen. 1951 wurde zum Bezirkssängertag in Dornach das 75. Jubiläum des Männerchors Dornach mit einem Jubiläumskonzert mit Werken des aus der Region stammenden Komponisten Hans Huber begangen.
Nach dem Jubiläumskonzert trat Bruno Straumann als Dirigent zurück; als Nachfolger wurde an einer ausserordentlichen Vereinsversammlung Alois Gschwind gewählt. Unter Gschwind entwickelte sich der Chor in den Folgejahren zu einem landesweit bedeutenden Musikverein. 1958 konnte der Chor am 9. Zentralschweizerischen Sängerfest in Zug mit dem Werk „Bergland“ von Paul Schaller erstmals einen Goldlorbeerkranz gewinnen. 1963 wurde das Oratorium „Die Jahreszeiten“ von Joseph Haydn mehrmals erfolgreich aufgeführt, 1967 folgte der „Messiah“ von Georg Friedrich Händel. 1964 vertrat der Chor den Kanton Solothurn an der Landesausstellung in Lausanne. 1968 fand ein weiteres Kantonalgesangfest in Dornach statt mit rund 3400 Teilnehmern. Im November 1970 wurde Haydns „Schöpfung“ zweimal aufgeführt, erstmals im Grossen Saal des Goetheanums. 1969 führte eine Sängerreise nach Genua, Sanremo und Nizza. Im März 1974 sang der Chor nochmals Haydns „Die Jahreszeiten“ im Goetheanum, mit Kurt Widmer als Basssolist und mit Bundesrat Willi Ritschard sowie der gesamten Solothurner Kantonalregierung im Publikum. Zum 100-Jahr-Jubiläumsfest im September 1976 hatte die Anzahl der Aktiven inzwischen weit über 100 betragen.
Im November 1978 folgte eine erneute Aufführung der „Schöpfung“ von Joseph Haydn im Goetheanum. 1981 fand der bisherige Höhepunkt der Vereinsgeschichte statt: zur 500-Jahr-Feier des Kantons Solothurn in der Eidgenossenschaft führte der Männerchor Dornach zusammen mit dem Cäcilienchor und dem Sinfonieorchester Basel das Oratorium „Elias“ von Felix Mendelssohn Bartholdy auf. 1982 wurde im Dornacher Kloster ein Weihnachtskonzert mit der „Deutschen Messe“ von Michael Haydn gegeben. Im November 1986 trat Alois Gschwind nach 35 Jahren als Dirigent zurück; er verabschiedete sich mit einem grossen Orchesterkonzert mit dem „Te Deum“ von Marc-Antoine Charpentier und der „Paukenmesse“ von Joseph Haydn. Gschwinds Nachfolger wurde Bruno Stöckli.
Stöcklis erste Auftritte waren im Herbst 1987 am 43. Bezirkssängertag in Dornach sowie die „Deutsche Messe“ von Franz Schubert im Kloster. Jedoch trat Stöckli bereits nach zwei Jahren wieder zurück und wurde durch Rudolf Dörfler ersetzt. Kontinuierlich hielt nun der landesweite Sängerschwund auch beim Männerchor Dornach Einzug; viele zogen sich aber auch nach Gschwinds Rücktritt und den vielen Dirigentenwechsel zurück, womit der Chor nicht mehr an die grossen Erfolge der Vergangenheit anknüpfen konnte und sich auf die alljährlichen Aktivitäten konzentrierte. So gab es 1994 einen Gastauftritt in der DRS-Fernsehsendung „Bsuech in…“ unter dem Dirigenten Gerhard Graf, welcher jedoch 1996 nach nur zwei Jahren ebenfalls zurücktrat.
Mit Simon Reich konnte ein junger Dirigent den Chor bis zum 125-Jahr-Jubiläum erfolgreich führen; das Jubiläumskonzert konnte mit Schuberts „Festgesang“, dem „Normannenzug“ von Max Bruch und der „Landerkennung“ von Edvard Grieg erstmals wieder an die Grosskonzerte unter Gschwind anknüpfen. Reich, der nach dem Jubiläum zurücktrat, konnte den weiteren Mitgliederschwund auf noch etwa 30 aktive Sänger jedoch nicht aufhalten. Seit 2002 haben mit Andreas Meier (bis 2005), Tobias Wicky (bis 2008), David Rossel (bis 2012), Tobias Stückelberger (bis 2014) und Felix Looby (aktuell) ehemalige Sänger der Knabenkantorei Basel die musikalische Leitung inne.